# Libdash
Libdash ist eine Open-Source-Programmbibliothek, die eine objektorientierte Schnittstelle für den DASH-Standard von MPEG bietet. Zudem ist Libdash die offizielle Referenzimplementierung dieses Standards. Der Quellcode von Libdash ist öffentlich auf github.com verfügbar und unter der GNU Lesser General Public License 2.1+ lizenziert.
Libdash ist plattformunabhängig und auf GNU/Linux, macOS, Windows, Android, iOS etc. verwendbar.
Zudem beinhaltet das Projekt zu Test- und Dokumentationszwecken einen QT-basierten Multimedia-Player, der auf FFmpeg und Libdash basiert.
Eine Weiterentwicklung von libdash ist der HTML5-basierte bitdash MPEG-DASH player, der auch ein Fallback für die DASH-Wiedergabe in Flash hat.